# POP-gesprek
Een POP-gesprek, waarbij POP staat voor Persoonlijk Ontwikkel Plan, is een gesprek dat binnen organisaties wordt gevoerd tussen leidinggevende(n) en medewerker en is vaak onderdeel van de gesprekscyclus. Andere benamingen voor dit gesprek zijn:
- Planningsgesprek
- Ontwikkelgesprek
- Toekomstgesprek
- Voortgangsgesprek
- Koersgesprek

## Definitie
Een gesprek waarin manager en medewerker bepreken wat de medewerker als persoonlijke doelen heeft en wat zijn of haar ontwikkelbehoefte is om deze doelen te bereiken, binnen het kader van de ontwikkelnoodzaak en organisatiedoelstellingen. Deze ontwikkelbehoefte wordt vaak vertaald in leerdoelen.

## POP Verslag
Een Persoonlijk Ontwikkel Plan is ook een verwijzing naar een document waarin de inhoud van het POP-gesprek is vastgelegd. Het zijn afspraken die de leidinggevende en medewerker maken over de ontwikkeling van de medewerker in de komende periode. In dit verslag zijn vaak opgenomen: 
1. Doelstellingen van de medewerker
2. Ambities van de medewerker
3. Ontwikkelpunten
4. Welke hulp de medewerker van zijn/haar leidinggevende mag verwachten
5. SMART-afspraken over ontwikkelactiviteiten